# Zino
De Zino is een Hondurese sigaar, vernoemd naar en opgericht door Zino Davidoff.
Zino wordt met Hondurese tabak gemaakt en ontstond in de late jaren 1970. De smaak van de sigaren neigt naar het donkere, met de Mouton Cadet-variant als lichtste soort; deze variëteit werd op instigatie van baron de Rothschild gecreëerd.
Zino wordt tot de beste sigarenmerken gerekend. De sigaren hebben een ovaal bandje, met het opschrift Zino, en zitten in zwarte kokers verpakt.